# Emisiunea în limba maghiară
Emisiunea în limba maghiară (în maghiară Magyar adás) este un program de televiziune difuzat sub diferite denumiri de Televiziunea Română începând din 23 noiembrie 1969, cu o pauză între anii 1985 și 1989. Emisiunea este produsă în prezent de Redacția Maghiară din TVR București pentru TVR1 (Maghiara de pe unu, De joi până joi), TVR2 (Maghiara de pe doi), TVR3 și TVR Cultural. 

## Istoric
Televiziunea Română a difuzat prima Emisiune în limba maghiară în data de 23 noiembrie 1969. Spre mijlocul anilor 1970 a fost creat, sub conducerea lui Pál Bodor, un program de trei ore (Emisiunea în limba maghiară), care a fost transmis în după-amiezile de luni și a devenit o oglindă definitorie și uneori chiar și un factor de influențare a vieții culturale maghiare. În 1985 emisiunea a fost sistată, o parte dintre membrii redacției fiind angajați la Radio, iar o altă parte la diferitele departamente ale Televiziunii. După Revoluția Română din 1989, Redacția Maghiară a fost reînființată sub conducerea lui Zoltán Boros. Având la bază membrii vechi, dar lărgindu-se și cu alții noi, a realizat programe de televiziune în limba maghiară, care au fost difuzate pe întreg teritoriul țării. În urma cotiturii comunicaționale intervenite în anii 1990, din cauza ofertei crescânde a canalelor de televiziune în limba maghiară, Emisiunea în limba maghiară, care deținuse până atunci monopolul în acest domeniu, se ocupă exclusiv de tematici legate de maghiarii din România, abordând genuri pe care sistemul de difuzare săptămânal, de cel mult o oră și jumătate, precum și bugetul limitat le permit.